# Neuilly (Yonne)
Neuilly is een plaats en voormalige gemeente in het Franse departement Yonne in de regio Bourgogne-Franche-Comté. De plaats maakt deel uit van het arrondissement Auxerre.

## Geschiedenis
De gemeente maakte deel uit van het kanton Aillant-sur-Tholon totdat dit op 22 maart 2015 werd opgeheven en de gemeenten werden opgenomen in het kanton Charny. Op 1 januari 2016 fuseerde Neuilly met Guerchy, Laduz en Villemer tot de huidige commune nouvelle Valravillon.

## Geografie
De oppervlakte van Neuilly bedraagt 13,4 km², de bevolkingsdichtheid is 32,9 inwoners per km².
De onderstaande kaart toont de ligging van Neuilly (Yonne) met de belangrijkste infrastructuur en aangrenzende gemeenten.

## Demografie
Onderstaande figuur toont het verloop van het inwonertal (bron: INSEE-tellingen).